# Reichel-Preis
Reichel-Preis – nagroda ufundowana przez Josefa Benedicta Reichela i przyznawana przez Akademię Sztuk Pięknych w Wiedniu w latach 1808–1929.

## Historia
17 maja 1808 roku utworzono nagrodę im. Josefa Benedicta Reichela (Reichel-Preis), który w testamencie przekazał Akademii Sztuk Pięknych w Wiedniu kwotę około 1500 guldenów (3200 koron) jako fundusz z którego przyznawano nagrodę za szczególne osiągnięcia artystyczne. Po raz pierwszy została ona przyznana w 1809 roku. Z założenia miała być przyznawana naprzemiennie, w jednym roku malarzowi, w kolejnym laureatem miał być rzeźbiarz lub medalier. System ten funkcjonował tylko przez kilka pierwszych lat, potem najczęściej laureatami byli malarze. Decyzja jury złożonego z profesorów Akademii musiała być jednomyślna. Doprowadziło to do sytuacji, że w latach 1900–1905 nagroda nie została przyznana. Dlatego w 1905 roku zmieniono regulamin i nagroda była przyznawana większością trzech czwartych głosów. 3 marca 1879 roku rektor Akademii zaproponował wprowadzenie zmian. Od tego momentu kandydatem do nagrody był każdy wystawiający swe dzieła na wystawach organizowanych przez Akademię, o ile nie zgłosił, że nie chce brać udziału w konkursie.
Po raz ostatni została przyznana w 1929 roku, ponieważ majątek fundacji uległ dewaluacji.

## Laureaci
- 1809: Anton Petter[3]
- 1818: Josef Schmelzer (w latach 1823–1831 pełnił funkcję profesora rzeźby w krakowskiej Szkole Rysunku i Malarstwa przy Uniwersytecie Jagiellońskim)[4]
- 1833: Heinrich Schwemminger[2]
- 1836: Franz Stecher malarz[5]
- 1837: Johann Preleuthner rzeżbiarz[5]
- 1840: Franz Pendl rzeżbiarz[5]
- 1843: Karl Radnitzky medalier[5]
- 1844: Vincenz Pilz rzeźbiarz[5]
- 1858: Leopold Müller malarz[5]
- 1864: Emil Lauffer malarz[5]
- 1864: Ludwig Mayer malarz[5]
- 1867: Eugene de Blaas malarz[5]
- 1868: Johannes Benk rzeźbiarz[5]
- 1869: Franz Ruben malarz[5]
- 1870: Rudolf Weyr rzeźbiarz[5]
- 1871: Ludwig Mayer malarz[5]
- 1873: Edmund Hofmann von Aspernburg rzeźbiarz[5]
- 1874: Josef Tautenhayn medalier[5]
- 1875: Rudolf von Alt malarz[5]
- 1876: Siegmund L’Allemand malarz[5]
- 1877: Karl Schwerzek rzeźbiarz[5]
- 1878: Julius Mafak malarz[5]
- 1880: Robert Russ malarz[5]
- 1880: Viktor Tilgner rzeźbiarz[5]
- 1881: Emil Jakob Schindler malarz[5]
- 1884: Otto König rzeźbiarz[5]
- 1885: Maximilian Pirner rzeźbiarz[5]
- 1886: Josef Myslbek rzeźbiarz[5]
- 1888: Johann Krämer malarz[6]
- 1888: Hans Bitterlich rzeźbiarz[6]
- 1889: Adolf Hirschl malarz[6]
- 1890: Anton Scharff medalier[6]
- 1891: Julius Schmid malarz[6]
- 1892: Stanislav Sucharda rzeźbiarz[6]
- 1893: Eduard Veith malarz[6]
- 1894: Richard Kauffungen rzeźbiarz[6]
- 1896: Andreas Groll malarz[6]
- 1896: Arthur Strasser rzeźbiarz[6]
- 1897: Rudolf Otto von Ottenfeld malarz[6]
- 1899: Paja Jovanović[7]
- 1900: Jakob Gruber[7]
- 1900: Alfonso Canciani[7]
- 1905: Rudolf Jettmar[7]
- 1906: Albin Egger-Lienz[7]
- 1906: Alfred Hofmann medalier[7]
- 1907: Ferdinand Schmutzer[8]
- 1907: Johann Scherpe[9]
- 1908: Hans Tichy[7]
- 1908: Josef Müllner rzeźbiarz[7]
- 1911: Max von Poosch[7]
- 1912: Hugo Kühnelt rzeźbiarz[7]
- 1913: Otto Friedrich malarz[7]
- 1913: Anton Hanak[7]
- 1915: Ernst Stöhr za obraz Christusbild[10][7]
- 1820: Jehudo Epstein[11]
- 1921: Michael Drobil[12]
- 1925: Carl Fahringer[13]
- 1926: Albert Paris Gütersloh
- 1926: Josef Franz Riedl[14]